# Ulviyya Fataliyeva
Ulviyya Fataliyeva ( azerbaijano : Ülviyyə Fətəliyeva ; nascida em 3 de agosto de 1996) é uma enxadrista azerbaijana que detém os títulos de Grande Mestre Feminina (WGM) e Mestre Internacional Em 29 de abril de 2024, sagrou-se campeã europeia feminina.

## Carreira
Fataliyeva participou do Campeonato Feminino do Azerbaijão (Sub-20) e venceu este torneio em 2011, aos 14 anos.  Em 2014, ela venceu o Campeonato Europeu Juvenil de Xadrez na categoria feminina sub-18.
Em agosto de 2022, em Praga, ela ganhou a medalha de bronze no Campeonato Europeu Individual Feminino de Xadrez .
Em 29 de abril de 2024, venceu o Campeonato Europeu Individual Feminino de Xadrez
Ulviyya Fataliyeva jogou pelo Azerbaijão nas Olímpíadas Femininas de Xadrez em 2016, 2018 e 2022 quando conquistou a medalha de prata jogando no tabuleiro reserva.